# Elobey Grande
Elobey Grande è una piccola isola della Guinea Equatoriale, che si trova vicino alla foce del fiume Mitimele.

## Storia
Dal 1777 Elobey fu dominio coloniale spagnolo in un'amministrazione territoriale che comprendeva anche le isole di Annobón e Corisco, precedentemente domini portoghesi. 

Fu occupata da missionari nell'Ottocento, che la utilizzarono come base per le missioni sulla terraferma, ma fu successivamente abbandonata per via della diffusione della tripanosomiasi diffusa dalla mosca tse-tse . 
Oggi l'isola è deserta e degli edifici coloniali restano solo rovine.